# Re'im
Re'im (hebrejsky רֵעִים‎, v oficiálním přepisu do angličtiny Re'im) je vesnice typu kibuc v Izraeli, v Jižním distriktu, v Oblastní radě Eškol.

## Geografie
Leží v nadmořské výšce 43 metrů na severozápadním okraji pouště Negev; v oblasti která byla od 2. poloviny 20. století intenzivně zúrodňována a zavlažována a ztratila charakter pouštní krajiny. Jde o zemědělsky obdělávaný pás přiléhající k pásmu Gazy a navazující na pobřežní nížinu. Severně od vesnice protéká vádí Nachal Grar.
Obec se nachází 11 kilometrů od břehu Středozemního moře, cca 82 kilometrů jihojihozápadně od centra Tel Avivu, cca 85 kilometrů jihozápadně od historického jádra Jeruzalému a 35 kilometrů severozápadně od města Beerševa. Re'im obývají Židé, přičemž osídlení v tomto regionu je etnicky převážně židovské. 5 kilometrů severozápadním směrem ale začíná pásmo Gazy s početnou arabskou (palestinskou) populací.
Re'im je na dopravní síť napojen pomocí lokální silnice 232, ze které tu k jihu odbočuje lokální silnice 234 a k západu lokální silnice 242.

## Dějiny
Re'im byl založen v roce 1949. Zpočátku se vesnice nazývala Tel Re'im (תל רעים) podle nedalekého arabského místního jména Tal Džima (תל ג'מה). Nynější název již není oficiálně odvozen od tohoto pomístního jména. Odkazuje na biblický citát z Knihy přísloví 18,24: „Ten, kdož má přátely, má se míti přátelsky, poněvadž přítel bývá vlastnější než bratr.“ Jméno připomíná též členy zakladatelské osadnické skupiny, kteří padli během války za nezávislost v roce 1948. Tato zakladatelská skupina se zformovala roku 1944. Její členové pak působili v jednotkách Palmach.
Místní ekonomika je založena na zemědělství (polní plodiny, citrusy, produkce mléka, chov drůbeže) a průmyslu (firma Isralaser a firma Israbig). V obci funguje zdravotní středisko, společná jídelna, plavecký bazén, sportovní areály, synagoga, zařízení předškolní péče o děti a knihovna.
Známou se obec stala 7. října 2023, kdy zde na hudební festival zaútočilo komando palestinského Hamásu. Během masakru ozbrojenci zabili 260 osob, další zranili či unesli do Pásma Gazy.

## Demografie
Obyvatelstvo kibucu je sekulární. Podle údajů z roku 2014 tvořili naprostou většinu obyvatel v Re'im Židé (včetně statistické kategorie "ostatní", která zahrnuje nearabské obyvatele židovského původu ale bez formální příslušnosti k židovskému náboženství).
Jde o menší obec vesnického typu s dlouhodobě mírně rostoucí populací. K 31. prosinci 2014 zde žilo 403 lidí. Během roku 2014 populace stoupla o 6,6 %.
| Rok            | 1961 | 1972 | 1983 | 1995 | 2001 | 2003 | 2004 | 2005 | 2006 | 2007 | 2008 | 2009 | 2010 | 2011 | 2012 | 2013 | 2014 |
| -------------- | ---- | ---- | ---- | ---- | ---- | ---- | ---- | ---- | ---- | ---- | ---- | ---- | ---- | ---- | ---- | ---- | ---- |
| Počet obyvatel | 155  | 216  | 291  | 296  | 324  | 335  | 332  | 340  | 339  | 354  | 363  | 371  | 376  | 380  | 383  | 378  | 403  |